# 6516 Ґрус
6516 Ґрус (6516 Gruss) — астероїд головного поясу, відкритий 3 жовтня 1988 року.
Тіссеранів параметр щодо Юпітера — 3,539.